# Піки тролів
Піки тролів (норв. Trolltindene) — високогірний масив, розташований у муніципалітеті Раума графства Мере-ог-Ромсдал, Норвегія. Найвища точка хребта — 1788 метрів. Масив має вертикальну скелю Стіна тролів (норв. Trollveggen, Trollwall), яка відокремлює вершину від долини Ромсдален. Перепад висот становить приблизно 1700 метрів, що робить її найвищою вертикальною скелею в Європі.
Найпростіший доступ до вершини — пройти пішки на південний захід приблизно 5 кілометрів від перевалу Стіна тролів. Безпосередньо під вершиною, для забезпечення останнього підйому, використовують мотузку.